# Kåtamyrtjärnen (Arvidsjaurs socken, Lappland, 725811-167819)
Kåtamyrtjärnen är en sjö i Arvidsjaurs kommun i Lappland och ingår i Byskeälvens huvudavrinningsområde.